# Estela del temple Yongning
L'estela del temple Yongning és una estela de la dinastia Ming amb una inscripció trilingüe, erigida el 1413 per commemorar la fundació del temple Yongning (en xinès: 永寕寺; en pinyin: Yǒng níng sì) al lloc fronterer de Nurgan, prop de la desembocadura del riu Amur, (que es correspon amb l'actual població de Tyr prop de Nikolayevsk na Amure, a Rússia), escrita per l'eunuc Yishiha. Aquesta estela és famosa tant pel fet de ser la inscripció més tardana en escriptura jurtxet com per la inscripció del mantra budista Om mani padme hum en quatre sistemes d'escriptura diferents als costats. El 1433 es va erigir una segona estela amb una inscripció monolingüe en xinès, commemorant la reparació del temple per Yishiha. Ambdós monuments es conserven actualment al Museu Arsenyev de Vladivostok.

## Antecedents
El govern Ming sota l'emperador Yongle (que regnà entre 1402 i 1424) va intentar expandir la seva influència vers el nord i es va defensar contra el Mongols instal·lant un sistema de guàrdies i correus en el territori dels jurtxets haïxi i els jurtxets jianzhou, a la península de Liaodong i l'àrea de l'actual província de Jilin, i donant posicions oficials als dirigents locals jurtxets per obtenir la seva aliança. El 1409 es va establir la Comissió Militar Regional de Nurgan, que cobria la regió del baix riu Amur i de l'illa de Sakhalin, però aquesta regió es trobava sota el control dels 'jurtxets salvatges' o jurtxets haidong, que van fer batudes en forts fronterers xinesos. El 1412, en resposta a aquestes assalts, l'emperador Yongle va manar a l'eunuc Yishiha, d'origen jurtxet haixi, que dirigís una expedició per pacificar la regió. L'any següent Yishiha va partir amb una flota de vint-i-cinc vaixells i mil soldats, així com arquitectes i artesans. Va navegar riu Sungari avall i pel riu Amur, conquerint un lloc que els xinesos van anomenar Telin 特林 (l'actual Tyr) on es van quedar gairebé durant un any. Prop d'un penya-segat que mira cap al riu Amur va construir un temple budista anomenat Yongning (Temple de la tranquil·litat eterna).
En resposta a la destrucció d'escultures budistes a mans de xamans locals, Yishiha va fer més expedicions a la regió de Nurgan a la dècada de 1420, i entre 1432–1433 va fer una altra expedició amb 50 vaixells i 2.000 soldats per nomenar un cap jurtxet com a nou Comissari Militar Nurgan. Com que el temple que ell mateix havia fundat vint anys abans havia estat destruït, Yishiha va construir un nou temple Yongning, situat a prop d'on hi havia hagut l'anterior, mirant cap al riu Amur. El 1435 el govern Ming va abandonar la seva presència militar en la regió, i va dissoldre la Comissió Militar Regional de Nurgan.

## L'estela de 1413
L'estela de 1413 es va erigir en el temple Yongning per commemorar-ne la construcció per part de Yishiha. L'estela mesura 179 × 83 × 42 cm, i té una inscripció en xinès a la part del davant en lloança de l'emperador Yongle i que relata l'expedició de Yishiha. A la part posterior de l'estela hi ha versions abreujades d'aquesta inscripció escrites en mongol i jurtxet. En ambdós costats de l'estela, hi ha gravat el mantra budista Om mani padme hum escrit verticalment en quatre sistemes d'escriptura diferents:
- Xinès
- Jurtxet
- Mongol
- Tibetà

Aquesta estela és l'exemple conegut més tardà d'inscripció en escriptura jurtxet. El registre més antic d'aquesta estela de què es té constància es troba en el llibre publicat el 1639 per un erudit xinès anomenat Yang Bin, però no s'havia publicat una impressió de la inscripció fins que el 1887 un oficial de Qing anomenat Cao Tingjie va fer un viatge al llarg del riu Amur el 1885. L'estela es va traslladar al museu de Vladivostok el 1904.

## L'estela de 1433
L'estela de 1433 es va erigir en commemoració de la reconstrucció del temple Yongning per Yishiha el 1433. Té una única inscripció, monolingüe, en xinès.